# Cabadbaran
Cabadbaran è una municipalità di prima classe delle Filippine, capoluogo della Provincia di Agusan del Norte. In effetti gli uffici amministrativi della provincia sono ancora ubicati a Butuan, capoluogo fino al 2000, ma è previsto il completamento del loro trasferimento entro il 2009-2010.
Il Republic Act N. 9434 aveva concesso a Cabadbaran lo status di città; il 18 novembre 2008 la Corte Suprema delle Filippine ha però accolto un ricorso della Lega delle Città delle Filippine annullando la trasformazione in città di 16 municipalità, tra cui Cabadbaran.
Cabadbaran è formata da 31 baranggay:
- Antonio Luna
- Bay-ang
- Bayabas
- Caasinan
- Cabinet
- Calamba
- Calibunan
- Comagascas
- Concepcion
- Del Pilar
- Katugasan
- Kauswagan
- La Union
- Mabini
- Mahaba
- Poblacion 1
- Poblacion 2
- Poblacion 3
- Poblacion 4
- Poblacion 5
- Poblacion 6
- Poblacion 7
- Poblacion 8
- Poblacion 9
- Poblacion 10
- Poblacion 11
- Poblacion 12
- Puting Bato
- Sanghan
- Soriano
- Tolosa